# Squad Leader
Squad Leader, é um jogo de tabuleiro, de guerra de nível tático produzido pela Avalon Hill em 1977. Contém cenários da Segunda Guerra Mundial.  O jogador direciona o fogo de seus esquadrões, seleciona os planos para ataque, ou prepara-se defensivamente para ataques de infantaria ou blindados. Os jogadores podem assumir o controle de tropas da Alemanha, União Soviética ou Estados Unidos. Envolve peças de infantaria, morteiros, tanques e artilharia.